# Hane Naoki
Pour les articles homonymes, voir Hane.
Dans ce nom japonais, le nom de famille, Hane, précède le nom personnel.
Hane Naoki (羽根 直樹), né le 14 août 1976, est un joueur de go professionnel.
Il est entre autres connu pour être le premier joueur professionnel à remporter une finale de titre en sept parties en gagnant les trois premières puis en perdant les trois suivantes pour finalement gagner la dernière lors du kisei 2004 face à Yamashita Keigo; il est aussi le premier joueur d'origine japonaise à remporter une finale de titre en sept parties en perdant les trois premières puis en gagnant toutes les autres, en ravissant le Honinbo à Takao Shinji en 2008.

## Titres
| Titre                 | Années            |
| --------------------- | ----------------- |
| Titres nationaux      | 16                |
| Kisei                 | 2004, 2005        |
| Honinbo               | 2008, 2009        |
| Tengen                | 2001 - 2003       |
| Gosei                 | 2011, 2019        |
| Coupe Agon            | 2004              |
| Coupe NHK             | 2006              |
| Okan                  | 1999, 2002 - 2004 |
| Shin-Ei               | 1996              |
| Titres internationaux | 1                 |
| Tengen Chine-Japon    | 2002              |
| Total                 | 13                |